# Kirsty McGurrell
Kirsty McGurrell (1988) és una dona britànica de Sunderland (Tyne i Wear) que va perdre el seu fill nadó Louis el 2009. Aquesta dissort la va encoratjar a voler ajudar altres pares a superar aquesta pèrdua. Aleshores va inventar "caixes de memòria" que va començar a distribuir primer al Sunderland Royal Hospital i després a molts hospitals a través de la seva empresa 4Louis i que inclouen articles com motlles d'argila, un certificat de vida i espelmes per encendre als aniversaris. També ha fet donacions a dones que han passat per la seva mateixa situació. Ha estat nominada com un dels Àngels del Nord de la BBC i en 2018 va entrar a formar part de la llista 100 Women BBC.